# 绵毛酸模叶蓼
绵毛酸模叶蓼（学名：Polygonum lapathifolium var. salicifolium）为蓼科蓼属下的一个变种。

## 扩展阅读
- 绵毛酸模叶蓼的图片[]